# Camponotus floridanus
Camponotus floridanus (лат.) — вид древесных муравьёв рода кампонотус из подсемейства формицины (Formicidae, подрод Myrmothrix). Северная Америка (США). Крупные и среднего размера муравьи (от 5 до 20 мм), голова и грудь оранжево-коричневого цвета, брюшко буровато-чёрное). Известен как вредитель в домах в штате Флорида. Муравьи Camponotus floridanus способны распознавать раны на ногах своих соплеменников и затем лечить их путем очистки или частичной ампутации. Это первый пример использования ампутаций для лечения инфицированных особей у животных (кроме человека).

## Описание
Крупные и среднего размера муравьи (от 5 до 20 мм), голова и грудь оранжево-коричневого цвета, брюшко буровато-чёрное). Усики 12-члениковые. Жвалы с 5 или 6 зубчиками. Клипеус крупный, килевидный, выступающий в передней части. Грудь округлая с покатыми боками. Заднегрудь без проподеальных шипиков. Стебелёк между грудью и брюшком состоит из одного членика (петиоль), несущего вертикальную чешуйку. У мелких рабочих голова удлинённая, почти в два раза длиннее своей ширины (с почти параллельными боковыми сторонами), а скапус усика почти вдвое превышает длину головы. У крупноголовых солдат расширяющаяся кзади голова примерно одинаковой ширины и длины, а их скапус едва достигает затылочного края головы. Почти всё тело покрыто длинными и обильными грубыми отстоящими волосками (их меньше на голове, наличнике и усиках). Куколки в коконах. Жало отсутствует.

## Биология
Брачный лёт крылатых самок и самцов происходит в ночное время с мая по ноябрь. Семью основывает одиночная самка. Взрослые колонии содержат несколько тысяч муравьёв. Гнездятся в мёртвой и живой древесине, в пнях, под корой, в ходах термитов, в различных древесных постройках, под камнями, внутри брёвен, в пустотах бетонных стен, в мебели и т. д. Среди экзотических мест гнездования: принтеры, радиоприёмники, сантехника. Для борьбы с флоридским древоточцем Camponotus floridanus, поселившемся в жилище человека, рекомендуется удаление муравейников, а при их недоступности обработка мест обнаружения муравьёв инсектицидами.
Фуражировку проводят в сумеречное и ночное время, собирают сахаристые выделения, мёртвых и живых насекомых.
Посещают насекомых, сосущих соки растений (тли, червецы и щитовки) и внецветковые нектарники Urena lobata, используя специальную тактику избегания встречи с конкурирующим древесным видом муравьёв Pseudomyrmex mexicanus.
Развитие отдельных поведенческих классов (известных как касты рабочих, малых и крупных, майоров или солдат), определяется эпигенетической регуляцией генов. Ширина головы малых рабочих менее 1,75 мм, а у солдат около 2,25 мм. В ходе исследования муравьёв C. floridanus разных каст, их обрабатывали химикатами, которые затрагивают процесс ацетилирования гистонов (Simola et al.). Сокращение ацетилирования гистонов стимулировало разведку и фуражировочное поведение. Фуражировка и разведка у молодых муравьев постоянно изменяется непосредственно инъекционным воздействием на их мозг с помощью ингибиторов ацетилирования гистонов. Применение низкомолекулярных ингибиторов класса HDACi усиливает фуражировочное поведение и разведку.
Несмотря на то, что в природе крупные рабочие (солдаты) редко фуражируют, подавление деацетилирования гистонов путём инъекции ферментов HDACi или малых интерферирующих РНК (siRNAs; против HDAC-генов, кодирующих белок Rpd3) в мозг молодых солдат было достаточно, чтобы вызвать и поддерживать характерное для мелких рабочих поведение фуражировки и разведки до 50 дней. Кроме того, обнаружено, что соинъекции CBP и HATi подавляют HDACi-индуцированное поведение фуражировки и разведки у солдат.
Таким образом, поведенческой пластичностью C. floridanus можно манипулировать с помощью фармакологических и генетических инструментов, которые нацелены на хроматиновые регуляторные энзимы, чтобы стимулировать, подавлять и перепрограммировать поведение муравьёв.
В качестве феромонов выявлены такие вещества, как 6-бутил-тетрагидро-3,5-диметилпиран-2Kt C11H20O2 (следовой феромон), а также кислота C10H16O2 (nerolic acid; (Z)-3,7-диметил-2,6-octadienoic acid).
В кишечнике муравьёв обитают эндосимбионты Blochmannia floridanus, облигатные внутриклеточные мутуалистические бактерии из семейства Enterobacteriaceae, выполняющие питательные биосинтетические функции.
При исследовании молекулярной генетики и эндосимбионтов Camponotus floridanus были обнаружены гены, кодирующие антимикробные пептиды муравьёв, проанализирован онтогенез эндосимбионтов, населяющих ткани средней кишки у взрослых стадий развития (имаго), а также и у личинок муравьёв, обнаружен иммунный ответ муравьёв на патогены и облигатных мутуалистов.
На примере древоточцев C. floridanus было выполнено первое среди муравьёв полное секвенирование генома (Bonasio et al. 2010 и др.).

## Лечение ран
Муравьи Camponotus floridanus способны распознавать раны на ногах своих соплеменников и затем лечить их путем очистки или частичной ампутации. В результате таких манипуляций выживаемость повреждённых муравьёв повышается. Когда рабочий ранен на уровне бедра, другие муравьи ампутируют поврежденную конечность, кусая основание (трохантер) поврежденной ноги, пока она не отрезалась. Однако при травме на уровне голени другие муравьи уделяют больше внимания уходу за раной, чем при травме на уровне бедра, но не ампутируют поврежденную ногу. При травмах бедра, когда ногу всегда ампутировали, процент успешных операций составлял около 90 или 95 %. А для голени, где ампутацию не проводили, выживаемость все равно составляла около 75 %. Это контрастирует с показателями выживаемости менее 40 % и 15 % при неоказании помощи при инфицированных травмах бедра и голени соответственно. Это первый пример использования ампутаций для лечения инфицированных особей у животных (кроме человека) и демонстрирует, что муравьи могут адаптировать свой тип лечения в зависимости от места ранения.

## Систематика
Вид был впервые описан в 1866 году американским натуралистом Сэмюэлем Ботсфордом Бакли (Samuel Botsford Buckley, 1809—1884) под первоначальным названием Formica floridana Buckley, 1866. В 1886 году австрийский мирмеколог Густав Майр перенёс его в состав рода кампонотус, понизив в статусе до подвида в составе таксона Camponotus atriceps. В 1893 году итальянский мирмеколог Карло Эмери включил его в качестве подвида в состав вида Camponotus abdominalis. Окончательно самостоятельный видовой статус был восстановлен в 1989 году (Deyrup, Johnson, et al. 1989).

## Сравнение различных каст

### Рабочие
- Голова рабочего
- Вид рабочего в профиль
- Вид рабочего сверху

### Самки
- Голова самки
- Вид самки в профиль
- Вид самки сверху

### Самцы
- Голова самца
- Вид самца в профиль
- Вид самца сверху

### Солдаты
- Голова солдата
- Вид солдата в профиль
- Вид солдата сверху